# Julián Bembo
 Julián Ezequiel Bembo nació el 25 de octubre de 1994 en Rosario, Argentina. Es un futbolista argentino. Juega como  defensa central en el Club Social y Deportivo Liniers de la división Primera B Metropolitana de argentina.

## Trayectoria
Comenzó en las inferiores de Rosario Central, rápidamente llegó a la reserva y pese a ser uno de los titulares no pudo llegar a la mayor y fue comprado por Argentino de Rosario, en Argentino de Rosario debutó en el 2017, jugó más 75 partidos antes de pasar a Club Atlético Central Córdoba (Rosario).
Se incorporó al Club Atlético Central Córdoba (Rosario) como refuerzo para el equipo en 2021 en dónde jugó en 51 partidos antes de ser transferido a Gimnasia y Esgrima de Jujuy.
En el Club Atlético Gimnasia y Esgrima (Jujuy), tuvo un breve paso de tan solo una temporada.
Bembo se sumó al Excursionistas en el 2023 jugando 20 partidos y entre ellos la Copa Argentina, donde fue el jugador que marcaría el gol del triunfo por penales contra Gimnasia de La Plata, también salió campeón para el ascenso a Primera B En el 2023 aterrizó en el Liniers tras el reiterado llamado del director técnico, donde fue uno de las piezas claves del equipo.

## Palmarés

### Campeonatos nacionales
| Título    | Club          | País      | Año  |
| --------- | ------------- | --------- | ---- |
| Primera B | Excursionista | Argentina | 2023 |

## Estadísticas

### Clubes
| Club                                      | Temporada     | Liga  | Liga  | Liga   | Copas nacionales(1) | Copas nacionales(1) | Copas nacionales(1) | Torneos internacionales(2) | Torneos internacionales(2) | Torneos internacionales(2) | Total | Total | Total |
| Club                                      | Temporada     | Part. | Goles | Asist. | Part.               | Goles               | Asist.              | Part.                      | Goles                      | Asist                      | Part. | Goles | Asist |
| ----------------------------------------- | ------------- | ----- | ----- | ------ | ------------------- | ------------------- | ------------------- | -------------------------- | -------------------------- | -------------------------- | ----- | ----- | ----- |
| Argentino de Rosario Argentina            | 2016          | 13    | 0     | 2      | 0                   | 0                   | 0                   | 0                          | 0                          | 0                          | 13    | 0     | 2     |
| Argentino de Rosario Argentina            | 2017          | 16    | 0     | 0      | 0                   | 0                   | 0                   | 0                          | 0                          | 0                          | 16    | 0     | 0     |
| Argentino de Rosario Argentina            | 2018          | 19    | 0     | 0      | 0                   | 0                   | 0                   | 0                          | 0                          | 0                          | 19    | 0     | 0     |
| Argentino de Rosario Argentina            | 2019          | 27    | 0     | 1      | 0                   | 0                   | 0                   | 0                          | 0                          | 0                          | 27    | 0     | 1     |
| Argentino de Rosario Argentina            | Total club    | 75    | 0     | 3      | 0                   | 0                   | 0                   | 0                          | 0                          | 0                          | 75    | 0     | 3     |
| Central Córdoba (Rosario) Argentina       | 2020          | 8     | 0     | 0      | 0                   | 0                   | 0                   | 0                          | 0                          | 0                          | 8     | 0     | 0     |
| Central Córdoba (Rosario) Argentina       | 2021          | 26    | 1     | 0      | 0                   | 0                   | 0                   | 0                          | 0                          | 0                          | 26    | 1     | 0     |
| Central Córdoba (Rosario) Argentina       | 2022          | 17    | 0     | 0      | 0                   | 0                   | 0                   | 0                          | 0                          | 0                          | 17    | 0     | 0     |
| Central Córdoba (Rosario) Argentina       | Total club    | 51    | 1     | 0      | 0                   | 0                   | 0                   | 0                          | 0                          | 0                          | 51    | 1     | 0     |
| Gimnasia y Esgrima (Jujuy) Argentina      | 2022          | 0     | 0     | 0      | 0                   | 0                   | 0                   | 0                          | 0                          | 0                          | 0     | 0     | 0     |
| Gimnasia y Esgrima (Jujuy) Argentina      | Total club    | 0     | 0     | 0      | 0                   | 0                   | 0                   | 0                          | 0                          | 0                          | 0     | 0     | 0     |
| Club Atlético Excursionistas Argentina    | 2023          | 19    | 2     | 0      | 0                   | 0                   | 0                   | 1                          | 0                          | 0                          | 20    | 2     | 0     |
| Club Atlético Excursionistas Argentina    | Total club    | 19    | 2     | 0      | 0                   | 0                   | 0                   | 1                          | 0                          | 0                          | 20    | 2     | 0     |
| Club Social y Deportivo Liniers Argentina | 2024          | 2     | 0     | 0      | 0                   | 0                   | 0                   | 0                          | 0                          | 0                          | 2     | 0     | 0     |
| Club Social y Deportivo Liniers Argentina | Total club    | 2     | 0     | 0      | 0                   | 0                   | 0                   | 0                          | 0                          | 0                          | 2     | 0     | 0     |
| Club Social y Deportivo Liniers Argentina | Total carrera | 147   | 3     | 0      | 0                   | 0                   | 0                   | 1                          | 0                          | 0                          | 147   | 3     | 3     |